# Bodendorfer Thermal Sprudel

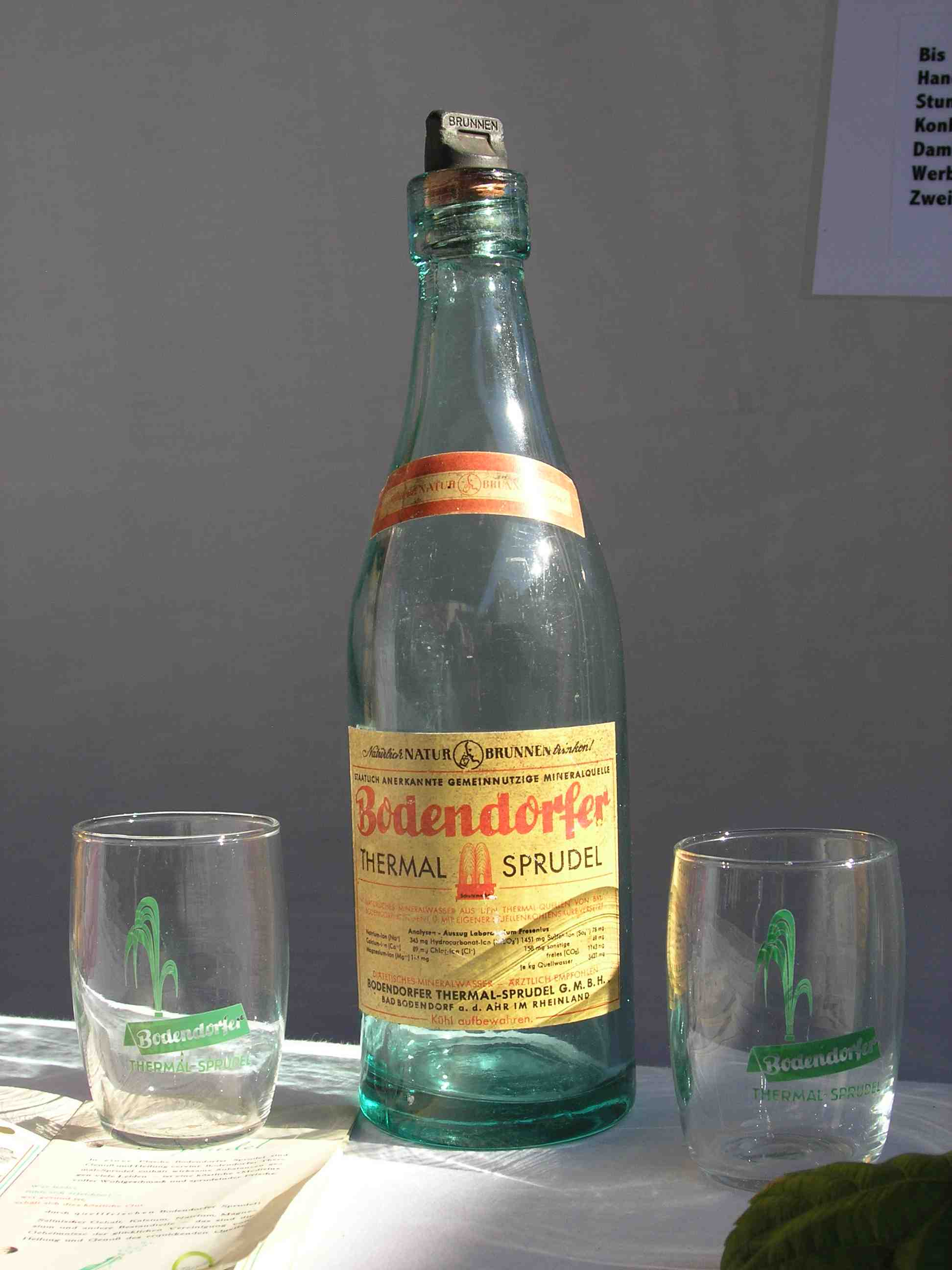
Flasche und Trinkgläser aus den 1950er Jahren

Bodendorfer Thermal Sprudel war ein in Bad Bodendorf von 1919 bis 1967 abgefülltes Mineralwasser aus der Quelle
St. Josef Sprudel. Alte Anlagen der Produktion sind im
Technikmuseum ausgestellt.

## St. Josef Sprudel

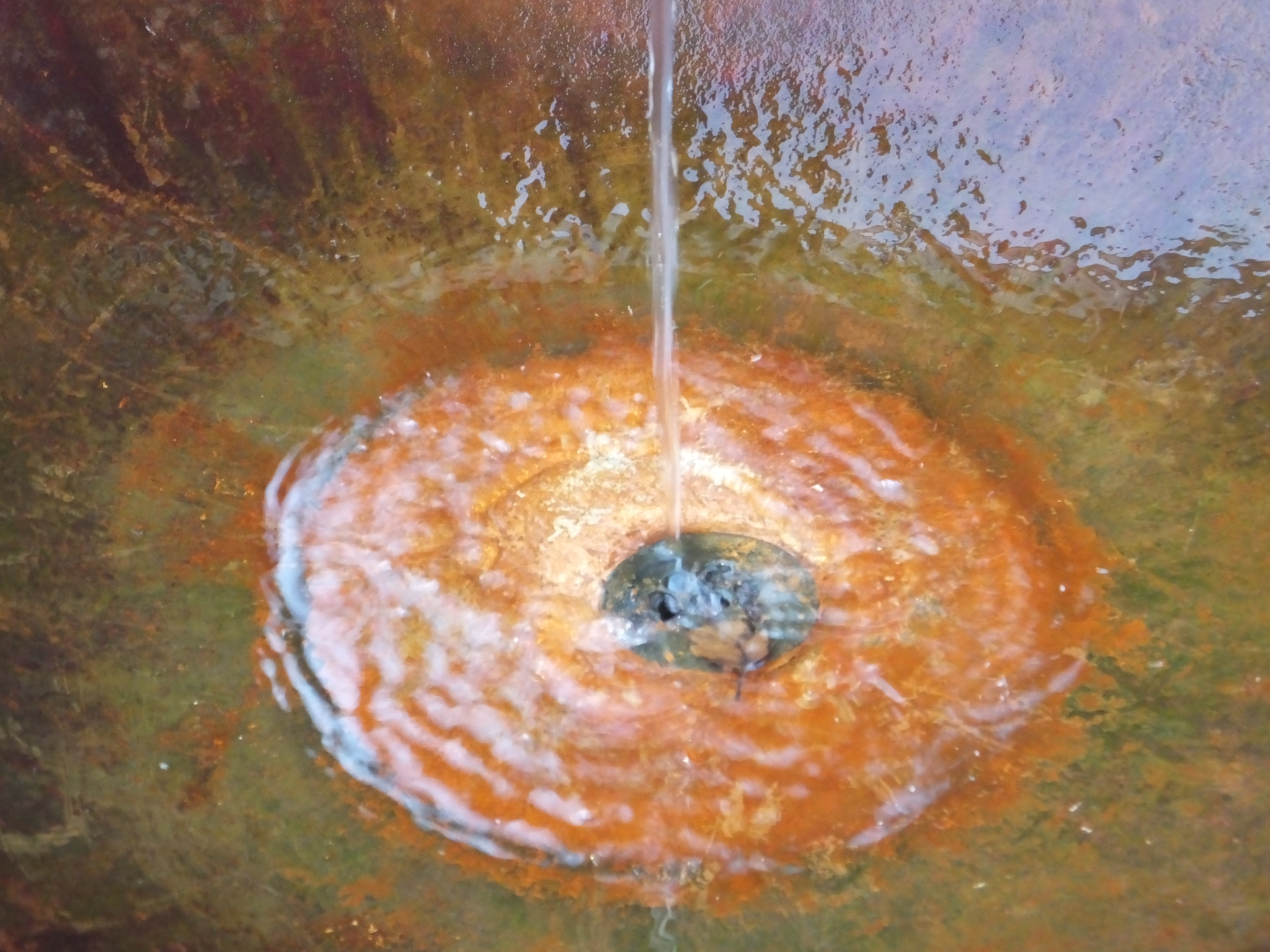
St. Josef Sprudel
das abgesetzte Eisen ist deutlich zu erkennen.

Das Wasser ist ein thermaler Natrium-Magnesium-Hydrogencarbonat
Säuerling. Die Quelle besteht bis heute und wird durch den
Sinziger Mineralbrunnen und das Thermalfreibad genutzt.
Das Wasser ist zuletzt 2012 als staatlich anerkannte Heilwasser-Quelle bestätigt worden.
Heute besitzt der Sinziger Mineralbrunnen GmbH ein Teilnutzungsrecht für das Wasser dieser Quelle.

### Geschichte der Quelle
Der Bodendorfer Landwirt und Gemeindevorsteher Josef Hardt war auf seinen Äckern rechts der Ahr eine Mulde
aufgefallen, in der immer wieder verendete Tiere lagen. Er stellte fest, dass hier offen Kohlensäure austrat. Am 20.
November 1900 wurde hier eine Bohrung fündig. Mit 42° Celsius schoss das Wasser empor.
Diese Ahr-Quell benannte Quelle wurde von der Bevölkerung
und Sommerfrischlern genutzt.
Diese Quelle fand schon Aufnahme in das Deutsche Bäderbuch von 1907. Hier ist als Besitzer die
Firma Bodendorfer Sprudel G.m.b.H. (Geschäftsführer Herzfeld, Fürth) verzeichnet.
Entgegen der Darstellung im Heimatjahrbuch wird hier jedoch festgehalten, das diese Quelle schon unter dem Namen
Matthäus-Sauerbrünnchen
mehrere Jahrhunderte bekannt war und von der umliegenden Bevölkerung genutzt wurde. Auch wird
hier eine Temperatur von 32° Celsius angegeben.
Die Schüttmenge genügte jedoch nicht für eine wirtschaftliche Nutzung. So erbohrte Josef Hardt am 13. Januar 1913 auf
einem benachbarten Grundstück eine weitere Quelle – den St. Joseph-Sprudel.
Aufgrund des Ersten Weltkriegs verzögerte sich die wirtschaftliche Nutzung bis 1919.
Nun begann Josef Hardt zusammen mit seinen Söhnen die freiwerdende Kohlensäure kommerziell auszubeuten. Dies war so
erfolgreich, das der konkurrierende Kohlesäureverband Westkontor Koblenz sich 1922 gegen eine monatliche Abfindung
mit Josef Hardt einigte, das dieser die Gaslieferungen an auswärtige Kunden einstellte.
Aufgrund des wachsenden Badebetriebes in Bad Bodendorf bohrte Josef Hardt 1930 erneut in der Nähe des mittlerweile
zerfallenen Ahr-Quell. Der neu erbohrte St. Josef-Sprudel übertraf den St. Joseph-Sprudel mit einer
höheren Schüttmenge und hat eine Temperatur von 31° Celsius.

### Abgabestellen

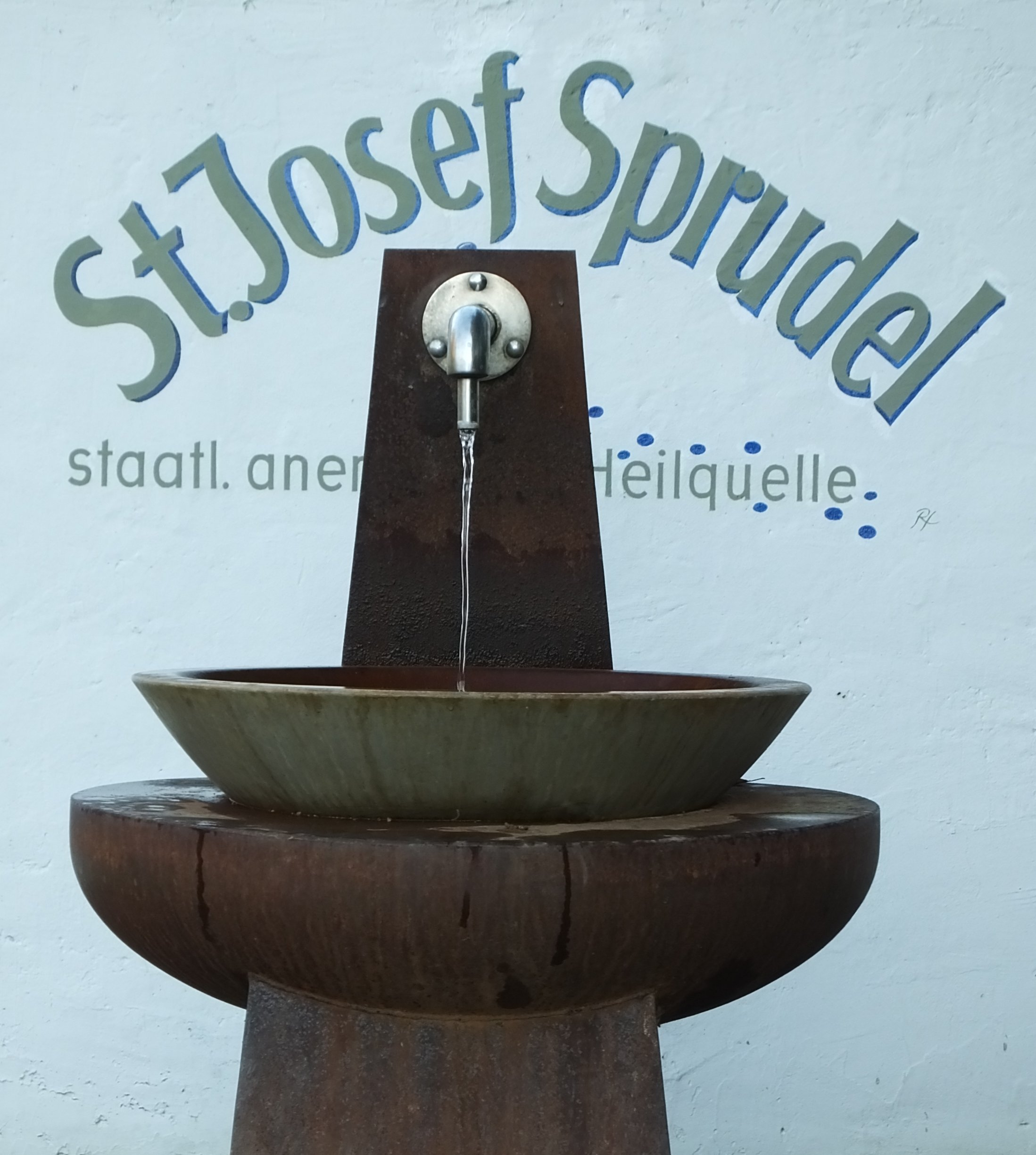
Abgabestelle beim Thermalfreibad Bad Bodendorf

Für das Wasser der St. Josef Quelle bestehen folgende Abgabestellen:
- in der alten Trinkhalle beim ehemaligen Kurmittelhaus
- an der Außenzapfstelle vor dem Thermalfreibad (ganzjährig frei zugänglich)
- im Thermalfreibad, hinter dem Schwimmerbecken

## Geschichte des Mineralwassers
Unter Regie der Familie Hardt begann 1924 die Nutzung der Quellen für den Kurbetrieb mit 5 Badezellen.
Der Bremer Kaufmann Ferdinand Sauer gründete 1927 den „Bodendorfer Thermal Sprudel“ und begann mit der Abfüllung auf Flaschen. Der Betrieb wurde 1931 von der „Norddeutsche Hütte AG“ übernommen, die zum Krupp-Konzern gehörte. Im Jahr 1939 betrug der Absatz 4 Millionen Flaschen.
Nach dem Zweiten Weltkrieg wurde der Sprudel mit neuen Abfüllanlagen betrieben. Mit dieser wurden 1954 pro Stunde 6.000 Flaschen abgefüllt. Nach dieser Erweiterung des „Alte Sprudel“ wurde 1959 der „Neue Sprudel“ in Betrieb genommen, da sich das Geschäft mit dem Mineralwasser weiter positiv entwickelte.
Die Abfüllanlagen wurden 1967 von Konkurrent Tönissteiner Privatbrunnen aufgekauft und stillgelegt.

## Technikmuseum
Im alten Kurmittelhaus befindet sich heute das Technikmuseums im Heimat- und Bürgerverein Bad Bodendorf. Hier werden
alte Anlagen zur Mineralwasserproduktion und Kohlesäuregewinnung ausgestellt. Kernstück der Ausstellung ist die
Kohlensäure-Verflüssigungsanlage aus dem Jahr 1918.